# Mountainbike-Weltmeisterschaften 2023
Die Mountainbike-Weltmeisterschaften 2023 fanden vom 8. bis 12. August 2023 im schottischen Glasgow als Teil der Radsport-Weltmeisterschaften 2023 statt.
Die Weltmeisterschaften bestanden aus zwei zeitlich und räumlich getrennten Abschnitten. Zunächst fanden die Wettbewerbe im Downhill vom 3. bis 5. August auf der von Weltcup und Weltmeisterschaften bekannten Rennstrecke von Fort William auf der Nevis Range statt. Die Wettbewerbe im Cross Country wurden vom 8. bis 12. August im Glentress Forest ca. 85 km südöstlich von Glasgow ausgetragen. Dazwischen fanden die Wettbewerbe im Mountainbike-Marathon statt, die normalerweise getrennt abgehalten werden, siehe Mountainbike-Marathon-Weltmeisterschaften 2023.
Die Wettbewerbe im Cross-Country (olympisch) zählten für die Qualifikation zu den Olympischen Spielen 2024. In den Rennen der Elite und der U23 waren bei Männern wie Frauen jeweils zwei Plätze zu vergeben.
Wenige Tage vor den Weltmeisterschaften kam Magnus White, der für die US-amerikanische Juniorenmannschaft antreten sollte, bei einem Trainingsunfall zu Tode.

## Beteiligung
Im Downhill waren Athleten aus 34 Verbänden gemeldet, im Cross-Country-Bereich waren es 63, dazu ein Athlet mit Flüchtlingsstatus. In beiden Fällen waren alle fünf Kontinentalverbände vertreten, allerdings mit Schwerpunkt auf Europa und Amerika.

## Programm
Das Wettbewerbs-Programm war im Vergleich zum Vorjahr unverändert und für Männer und Frauen gleich. Downhill wurde in den Kategorien Elite und Junioren ausgetragen. Im Cross-Country-Bereich wurde das olympische Cross-Country (XCO) in den Kategorien Elite, U23 und Junioren ausgetragen, die Wettbewerbe im Cross-Country Short Track (XCC) und die im E-MTB Cross-Country nur in der Elite. Die Mannschaften im Mixed-Staffelrennen (XCR) waren aus den sechs Kategorien (m/w) im XCO zusammengesetzt. Der Ablauf war wie folgt, wobei jeder Eintrag jeweils als eine Veranstaltung für Männer und eine für Frauen zu verstehen ist.
Downhill-Wettbewerbe in Fort William:
- 3. August: Downhill Junioren (Qualifikation)
- 4. August: Downhill Elite (Qualifikation), Downhill Junioren (Finale)
- 5. August: Downhill Elite (Finale)

Cross-Country-Wettbewerbe im Glentress Forest.
- 8. August: Short Track XCC Elite (Qualifikation)
- 9. August: Mixed-Staffelrennen XCR, E-MTB Cross-Country
- 10. August: Cross-Country XCO Junioren, Short Track XCC Elite (Finale)
- 11. August: Cross-Country XCO U23
- 12. August: Cross-Country XCO Elite

## Ergebnisse Cross-Country Short Track XCC

### Männer
Datum: 10. August 2023. Am Start waren 55 Fahrer, von denen 52 das Rennen beendeten. 
Bester Schweizer Teilnehmer war Thomas Litscher auf dem achten Platz. Als bester deutscher Fahrer kam Luca Schwarzbauer auf dem neunten Platz ins Ziel, nachdem er an dritter Position liegend in der letzten Kurve von Thomas Pidcock zu Fall gebracht wurde. Fahrer aus Österreich waren nicht am Start.
| Platz | Land           | Sportler        | Zeit       |
| ----- | -------------- | --------------- | ---------- |
| 1     | Neuseeland     | Samuel Gaze     | 20:27 min  |
| 2     | Frankreich     | Victor Koretzky | + 0:00 min |
| 3     | Großbritannien | Thomas Pidcock  | + 0:02 min |
| 4     | Sudafrika      | Alan Hatherly   | + 0:04 min |
| 5     | Danemark       | Sebastian Fini  | + 0:05 min |
| 6     | Lettland       | Mārtiņš Blūms   | + 0:08 min |

### Frauen
Datum: 10. August 2023. Am Start waren 41 Fahrerinnen, von denen 40 das Rennen beendeten. 
Beste deutsche Fahrerin war Lia Schrievers auf dem zwölften Platz, Fahrerinnen aus Österreich waren nicht am Start.
| Platz | Land               | Sportler               | Zeit       |
| ----- | ------------------ | ---------------------- | ---------- |
| 1     | Frankreich         | Pauline Ferrand-Prévot | 21:17 min  |
| 2     | Niederlande        | Puck Pieterse          | + 0:04 min |
| 3     | Großbritannien     | Evie Richards          | + 0:09 min |
| 4     | Vereinigte Staaten | Gwendalyn Gibson       | + 0:15 min |
| 5     | Australien         | Rebecca Henderson      | + 0:20 min |
| 6     | Schweiz            | Alessandra Keller      | + 0:25 min |

## Ergebnisse Cross-Country (olympisch) XCO

### Männer Elite
| Platz | Land           | Sportler        | Zeit       |
| ----- | -------------- | --------------- | ---------- |
| 1     | Großbritannien | Tom Pidcock     | 1:22:09 h  |
| 2     | Neuseeland     | Samuel Gaze     | + 0:19 min |
| 3     | Schweiz        | Nino Schurter   | + 0:34 min |
| 4     | Frankreich     | Victor Koretzky | + 0:43 min |
| 5     | Rumänien       | Vlad Dascălu    | + 0:54 min |
| 6     | Sudafrika      | Alan Hatherly   | + 1:07 min |

Einen Tag vor dem Rennen veränderte die UCI die Regeln für die Startaufstellung, die normalerweise strikt nach der UCI-Weltrangliste geht. Eine Sonderregelung aus dem Weltcup (Artikel 4.10.003, Punkt B.3), die Top-10-Fahrern aus anderen Radsport-Disziplinen einen bevorzugten Startplatz sicherte, wurde kurzerhand auf die Weltmeisterschaft übertragen. Da die Weltranglisten zu diesem Zeitpunkt feststanden, war klar, dass einzig Straßen-Weltmeister Mathieu van der Poel von dieser Regelung profitierte. Um auch den britischen Mountainbike-Olympiasieger Tom Pidcock in den Genuss einer Vorzugsbehandlung kommen zu lassen, wurde die Sonderregelung zusätzlich auf die Plätze 11 bis 20 der Straßen-Weltrangliste ausgedehnt, wo Pidcock auf dem 17. Platz stand. Ohne jegliche Begründung wurde auch der Ex-Straßen-Weltmeister Peter Sagan in der Startaufstellung bevorzugt, wobei dieser ohne höhere Ambitionen ins Rennen ging. Eine Reihe von Fahrern sowie die Vereinigung der Mountainbike-Teams (IMTTO) protestierte in offenen Briefen gegen diese Vorgehensweise.
Im Rennen schied Mathieu van der Poel noch in der Startrunde aus, Tom Pidcock gewann das Rennen.

### Frauen Elite
| Platz | Land           | Sportler               | Zeit       |
| ----- | -------------- | ---------------------- | ---------- |
| 1     | Frankreich     | Pauline Ferrand-Prévot | 1:24:14 h  |
| 2     | Frankreich     | Loana Lecomte          | + 1:14 min |
| 3     | Niederlande    | Puck Pieterse          | + 1:27 min |
| 4     | Osterreich     | Mona Mitterwallner     | + 1:31 min |
| 5     | Schweiz        | Alessandra Keller      | + 2:33 min |
| 6     | Großbritannien | Evie Richards          | + 2:39 min |

Am Start waren 62 Fahrerinnen aus 32 Nationen, von denen 37 das Rennen beendeten. Pauline Ferrand-Prévot setzte sich gegen Ende der ersten Runde ab, mit bald einer Minute Abstand folgte Loana Lecomte als ebenso unangefochtene Zweite. Um den dritten Platz gab es einen Kampf zwischen Puck Pieterse, Mona Mitterwallner, Alessandra Keller und Evie Richards, die sich auf dieser Position abwechselten; am Ende setzte sich Pieterse durch. Für Ferrand-Prévot war es der fünfte Titelgewinn in dieser Disziplin und der 15. Weltmeistertitel in allen Radsport-Disziplinen zusammen.

### Männer U23
| Platz | Land               | Sportler         | Zeit       |
| ----- | ------------------ | ---------------- | ---------- |
| 1     | Großbritannien     | Charlie Aldridge | 1:13:53 h  |
| 2     | Frankreich         | Adrien Boichis   | + 0:13 min |
| 3     | Schweiz            | Dario Lillo      | + 0:29 min |
| 4     | Vereinigte Staaten | Riley Amos       | + 1:23 min |
| 5     | Niederlande        | Tom Schellekens  | + 1:57 min |
| 6     | Neuseeland         | Ethan Rose       | + 2:06 min |

Datum: 11. August 2023. Am Start waren 89 Fahrer aus 37 Nationen, von denen 58 das Rennen beendeten. Charlie Aldridge war zuvor im Weltcup nicht aufs Podium gekommen und gewann etwas überraschend vor Adrien Boichis und Dario Lillo, die zuvor im Weltcup bestimmt hatten.

### Frauen U23
| Platz | Land       | Sportler          | Zeit       |
| ----- | ---------- | ----------------- | ---------- |
| 1     | Neuseeland | Samara Maxwell    | 1:11:09 h  |
| 2     | Schweiz    | Ginia Caluori     | + 1:01 min |
| 3     | Schweiz    | Ronja Blöchlinger | + 1:27 min |
| 4     | Kanada     | Emilly Johnston   | + 1:54 min |
| 5     | Ungarn     | Kata Blanka Vas   | + 2:18 min |
| 6     | Schweiz    | Noëlle Buri       | + 2:35 min |

Datum: 11. August 2023. Am Start waren 55 Fahrerinnen aus 28 Ländern, von denen 34 das Rennen beendeten. Sofie Pedersen, die zuvor sämtliche Weltcup-Rennen der U23 gewonnen hatte, konnte nach einem Sturz in der ersten Runde nicht mehr entscheidend ins Geschehen eingreifen.

### Junioren
| Platz | Land       | Sportler          | Zeit       |
| ----- | ---------- | ----------------- | ---------- |
| 1     | Danemark   | Albert Philipsen  | 1:07:55 h  |
| 2     | Italien    | Elian Paccagnella | + 0:54 min |
| 3     | Kanada     | Ian Ackert        | + 1:03 min |
| 4     | Norwegen   | Sivert Ekroll     | + 1:53 min |
| 5     | Frankreich | Naël Rouffiac     | + 1:55 min |
| 6     | Danemark   | Nikolaj Hougs     | + 2:08 min |

Datum: 10. August 2023. Am Start waren 90 Fahrer aus 38 Nationen, von denen 58 das Rennen beendeten. Albert Philipsen war fünf Tage zuvor auch Junioren-Weltmeister auf der Straße geworden.

### Juniorinnen
| Platz | Land       | Sportler              | Zeit       |
| ----- | ---------- | --------------------- | ---------- |
| 1     | Kanada     | Isabella Holmgren     | 1:07:37 h  |
| 2     | Kanada     | Marin Lowe            | + 0:39 min |
| 3     | Polen      | Natalia Grzegorzewska | + 1:24 min |
| 4     | Tschechien | Eliška Hanáková       | + 1:50 min |
| 5     | Osterreich | Eva Herzog            | + 2:16 min |
| 6     | Schweiz    | Anina Hutter          | + 2:43 min |

Datum: 10. August 2023. Am Start waren 56 Fahrerinnen aus 30 Nationen, von denen 39 das Rennen beendeten. Isabella Holmgren gewann nach ihrem Sieg bei den Cyclocross-Weltmeisterschaften 2023 auch hier.

## Ergebnisse Cross-Country Staffel (Mixed) XCR
Datum: 9. August 2023. Es traten Staffeln aus 14 Nationen an, von denen 13 das Rennen beendeten.
| Platz | Land               | Sportler                                                                                      | Zeit       |
| ----- | ------------------ | --------------------------------------------------------------------------------------------- | ---------- |
| 1     | Schweiz            | Dario Lillo Nicolas Halter Linda Indergand Ronja Blöchlinger Anina Hutter Nino Schurter       | 1:05:42 h  |
| 2     | Frankreich         | Adrien Boichis Julien Hemon Loana Lecomte Line Burquier Anais Moulin Jordan Sarrou            | + 0:09 min |
| 3     | Dänemark           | Tobias Lillelund Albert Philipsen Julie Lillelund Sofie Pedersen Caroline Bohé Sebastian Fini | + 0:41 min |
| 4     | Kanada             |                                                                                               | + 1:19 min |
| 5     | Italien            |                                                                                               | + 2:01 min |
| 6     | Großbritannien     |                                                                                               | + 2:30 min |
| 7     | Deutschland        |                                                                                               | + 2:36 min |
| 8     | Vereinigte Staaten |                                                                                               | + 2:39 min |
| 9     | Österreich         |                                                                                               | + 3:07 min |

## Ergebnisse Downhill DHI

### Männer
Datum: 5. August 2023. Es gab 76 Starter aus 24 Nationen. Die gemeldeten Fahrer aus Slowenien und den Niederlanden traten nicht an.
| Platz | Land           | Sportler         | Zeit         |
| ----- | -------------- | ---------------- | ------------ |
| 1     | Großbritannien | Charlie Hatton   | 4:26,747 min |
| 2     | Osterreich     | Andreas Kolb     | 4:27,346 min |
| 3     | Großbritannien | Laurie Greenland | 4:27,976 min |
| 4     | Frankreich     | Loïc Bruni       | 4:28,236 min |
| 5     | Australien     | Troy Brosnan     | 4:28,259 min |
| 6     | Frankreich     | Loris Vergier    | 4:29,176 min |

### Frauen
Datum: 5. August 2023. Am Start waren 33 Fahrerinnen aus 16 Nationen.
| Platz | Land           | Sportlerin           | Zeit         |
| ----- | -------------- | -------------------- | ------------ |
| 1     | Osterreich     | Valentina Höll       | 4:58,242 min |
| 2     | Schweiz        | Camille Balanche     | 5:00,262 min |
| 3     | Frankreich     | Marine Cabirou       | 5:00,603 min |
| 4     | Großbritannien | Louise-Anna Ferguson | 5:07,963 min |
| 5     | Großbritannien | Phoebe Gale          | 5:08,743 min |
| 6     | Großbritannien | Tahnée Seagrave      | 5:08,764 min |

### Junioren
Datum: 4. August 2023. Es gab 47 Starter aus 16 Nationen.
| Platz | Land        | Sportler          | Zeit         |
| ----- | ----------- | ----------------- | ------------ |
| 1     | Deutschland | Henri Kiefer      | 4:30,727 min |
| 2     | Kanada      | Bodhi Kuhn        | 4:31,145 min |
| 3     | Frankreich  | Léo Abella        | 4:34,691 min |
| 4     | Frankreich  | Nathan Pontvianne | 4:34,936 min |
| 5     | Frankreich  | Lucas Lagneau     | 4:35,903 min |
| 6     | Kanada      | Tegan Cruz        | 4:36,252 min |

### Juniorinnen
Datum: 4. August 2023. Am Start waren 29 Fahrerinnen aus 12 Nationen.
| Platz | Land               | Sportlerin            | Zeit         |
| ----- | ------------------ | --------------------- | ------------ |
| 1     | Neuseeland         | Erice van Leuven      | 5:15,613 min |
| 2     | Neuseeland         | Poppy Lane            | 5:20,821 min |
| 3     | Neuseeland         | Sacha Earnest         | 5:21,238 min |
| 4     | Großbritannien     | Aimi Kenyon           | 5:22,322 min |
| 5     | Kolumbien          | Valentina Roa Sanchez | 5:23,405 min |
| 6     | Vereinigte Staaten | Riley Miller          | 5:25,295 min |

## Ergebnisse E-MTB Cross-Country

### Männer
Datum: 9. August 2023. Am Start waren 25 Fahrer, von denen 24 das Rennen beendeten.
| Platz | Land       | Sportler       | Zeit       |
| ----- | ---------- | -------------- | ---------- |
| 1     | Schweiz    | Joris Ryf      | 58:29 min  |
| 2     | Frankreich | Hugo Pigeon    | + 0:21 min |
| 3     | Frankreich | Jérôme Gilloux | + 1:38 min |
| 4     | Frankreich | Emeric Ienzer  | + 2:22 min |
| 5     | Frankreich | Remy Gena      | + 2:57 min |
| 6     | Italien    | Andrea Garibbo | + 3:12 min |

### Frauen
Datum: 9. August 2023. Am Start waren 9 Fahrerinnen, von denen 8 das Rennen beendeten.
| Platz | Land           | Sportler            | Zeit       |
| ----- | -------------- | ------------------- | ---------- |
| 1     | Schweiz        | Nathalie Schneitter | 52:23 min  |
| 2     | Deutschland    | Sofia Wiedenroth    | + 1:00 min |
| 3     | Frankreich     | Justine Tonso       | + 1:34 min |
| 4     | Schweiz        | Kathrin Stirnemann  | + 1:50 min |
| 5     | Großbritannien | Tracy Moseley       | + 2:18 min |
| 6     | Osterreich     | Anna Spielmann      | + 3:54 min |

## Medaillenspiegel
| Platz  | Land           | Gold | Silber | Bronze | Gesamt |
| ------ | -------------- | ---- | ------ | ------ | ------ |
| 1      | Schweiz        | 3    | 2      | 3      | 8      |
| 2      | Neuseeland     | 3    | 2      | 1      | 6      |
| 3      | Großbritannien | 3    | 0      | 3      | 6      |
| 4      | Frankreich     | 2    | 5      | 4      | 11     |
| 5      | Kanada         | 1    | 2      | 1      | 4      |
| 6      | Deutschland    | 1    | 1      | 0      | 2      |
| 6      | Österreich     | 1    | 1      | 0      | 2      |
| 8      | Dänemark       | 1    | 0      | 1      | 2      |
| 9      | Niederlande    | 0    | 1      | 1      | 2      |
| 10     | Italien        | 0    | 1      | 0      | 1      |
| 11     | Polen          | 0    | 0      | 1      | 1      |
| Gesamt | Gesamt         | 15   | 15     | 15     | 45     |